# Kuwait en los Juegos Olímpicos de Pekín 2008
Kuwait estuvo representado en los Juegos Olímpicos de Pekín 2008 por ocho deportistas masculinos que compitieron en cinco deportes.
El portador de la bandera en la ceremonia de apertura fue el tirador Abdalá Al-Rashidi. El equipo olímpico kuwaití no obtuvo ninguna medalla en estos Juegos.